# Gamla Energiverket, Söderhamn

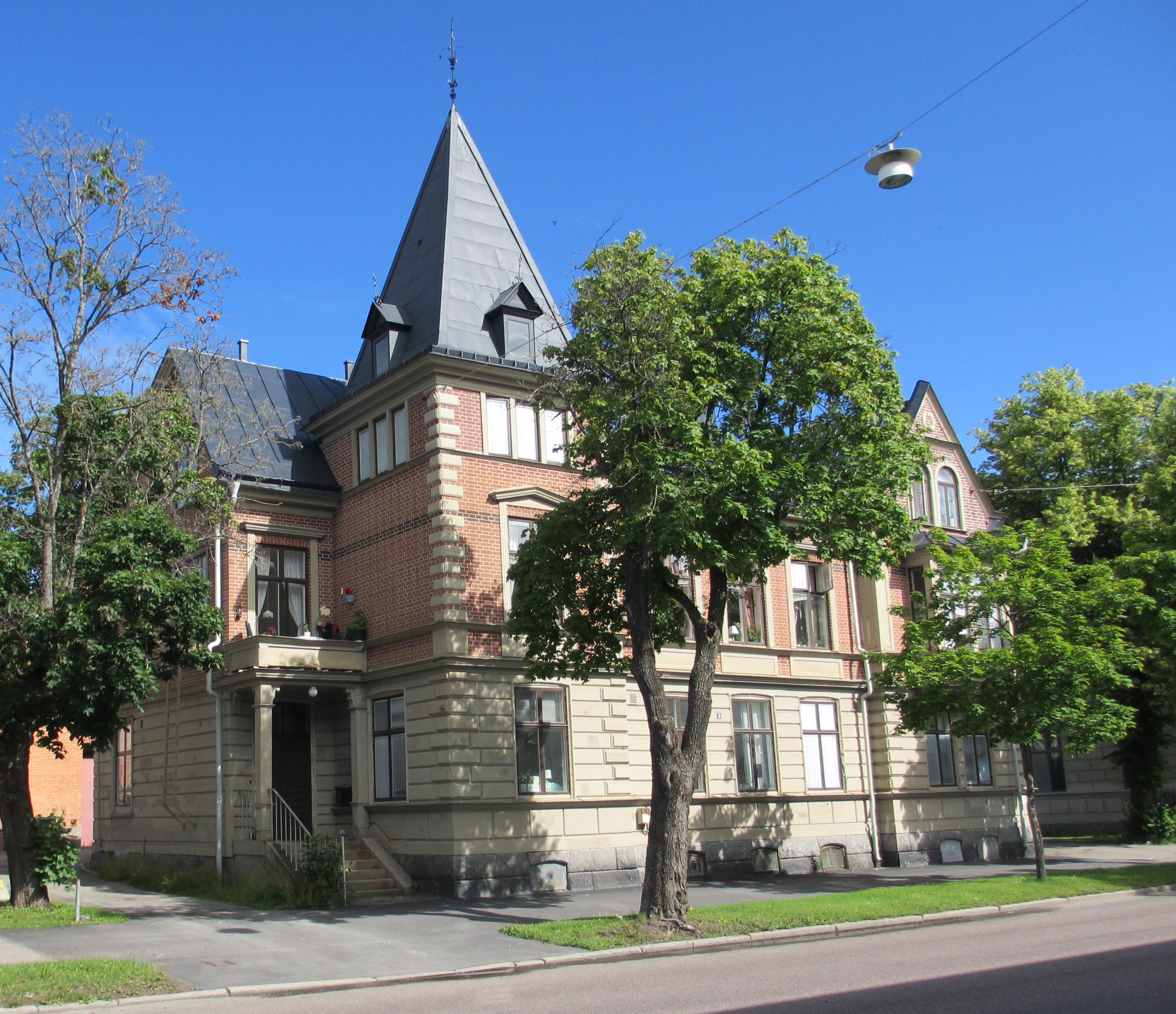
Gamla Energiverket

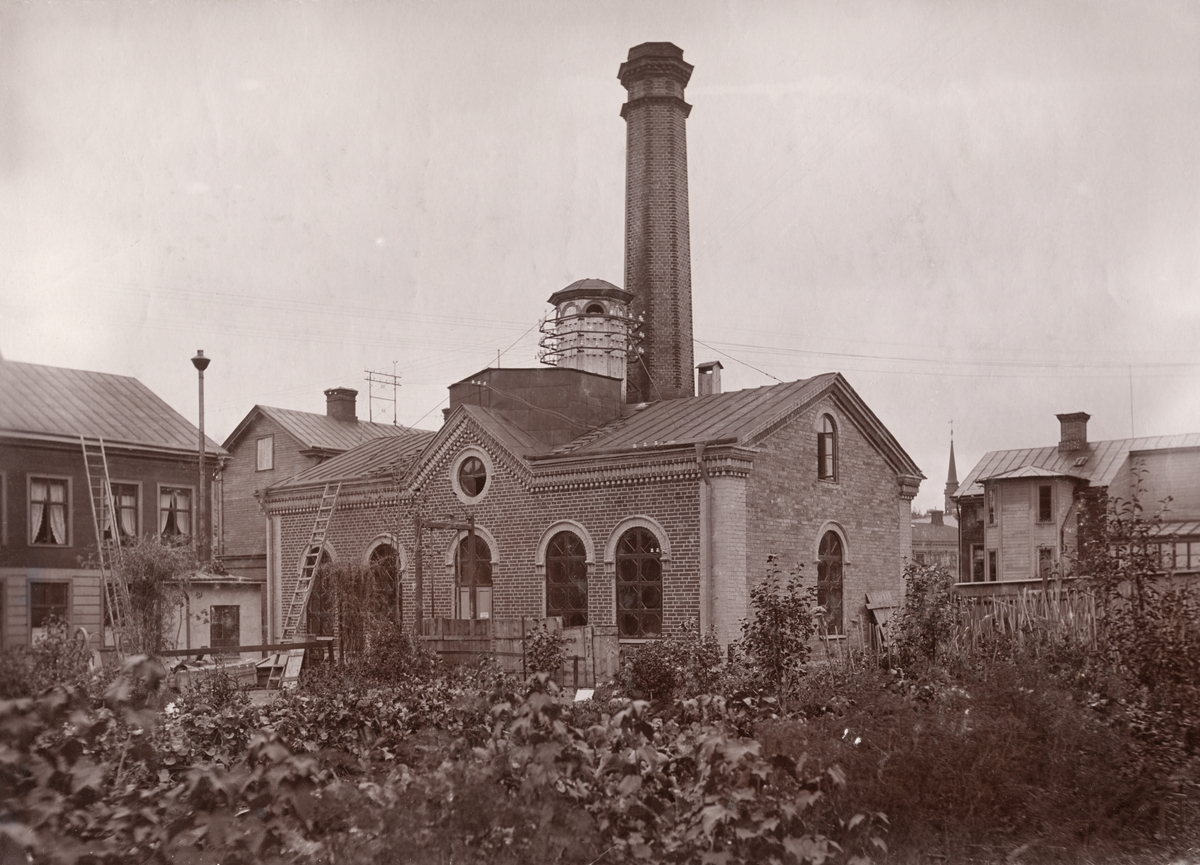
Ångkraftstationen (omkring 1900).

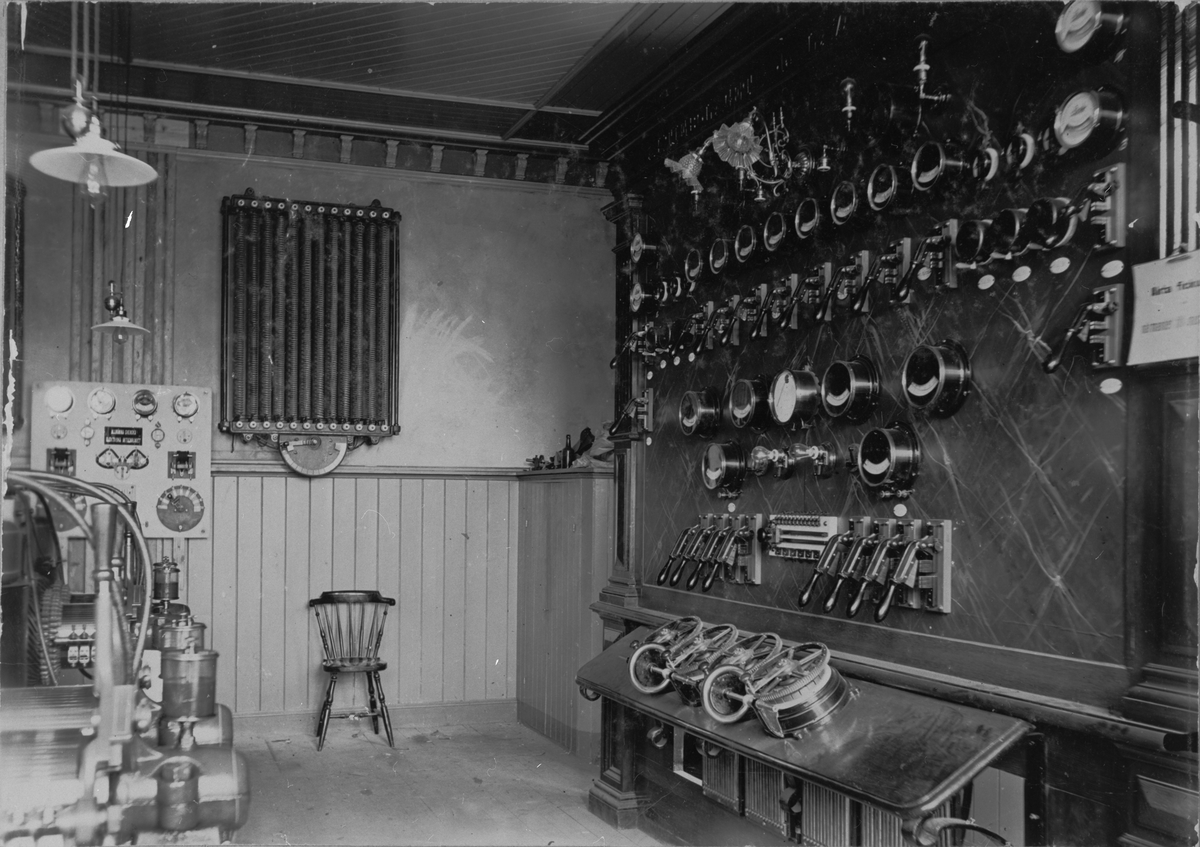
Interiörbild (omkring 1900).

Gamla Energiverket är en byggnad i kvarteret Pilen på Kungsgatan i Söderhamn.
Byggnaden uppfördes 1890 som bostadshus efter ritningar av stadsingenjör Gustaf Hultquist, mest känd som arkitekten bakom utsiktstornet Oscarsborg. I byggnaden kom att inrymmas kontor för Söderhamns Elektriska Belysnings AB och senare Söderhamns Energiverk, som hade lokaler där ända fram till 1980-talet. Under en lång följd av år fanns också Söderhamns Tidnings kontor och tryckeri i husets bottenvåning.

## Elektricitetsverkets tillkomst
Den 21 december 1887 tändes den första elektriska belysningen i Söderhamn. Det var byggmästaren Johnas Sundberg han hade läst om generatorn som alstrade elektrisk ström, senare hade han likaså läst om Edisons lampa. Jonas införskaffade en generator som han lät inmontera i kvarnen vid Söderhamnsån. Kraftöverföringen skedde med en rem från vattenhjulets axel över till generatorn. Lamporna lät han montera upp i källarmästare Anderssons sweizeri, utanför guldsmeden Bäckströms hus och i sin egen bostad. Genom denna första elektrifiering skred stadsingenjören Gustaf Hultquist till handling och tillsammans med några av stadens borgare bildades 
Söderhamns elektriska belysningsaktiebolag år 1893. Den första styrelsen bestod av apotekaren Fridlef Afzelius, bankdirektören Jacob Alexander Lundmark och drätselförvaltaren Carl August Södergren med vice häradshövding Carl Sandström och grosshandlaren Carl Alfred Ohlson som suppleanter. Året därpå ersattes Lundmark av ingenjören Henrik Fornander och Ohlson av fabrikören Carl Fredrik Jäderberg.
Bolaget uppförde 1893 en ångkraftstation i en byggnad på gården. Denna första anläggning var byggd för likström och under våren 1894 uppsattes omkring 450 lampor i bostäder och butiker. Ångkraftstationen visade sig snart vara otillräcklig för stadens kraftbehov, men efter att Bergvik och Ala AB:s sulfitmassefabrik i Bergvik lagts ned 1897 kunde problemet lösas. Massafabrikens turbin, som nu stod sysslolös, kom att arrenderas av Nordiska AB för elektriska anläggningar (NAEA) som år 1898 förvärvade elektricitetsverket, det under ledning av Harald Thoresen erhöll koncession för en högspänningsledning på 10 kilovolt växelström från Bergvik till Söderhamn. Ångkraftstationen för likström var dock i bruk ännu i början av 1920-talet. Per August Johansson, som tidigare varit föreståndare för Söderhamns elektricitetsverk, startade 1899 firman Söderhamns Elektriska Byrå, som kom att få stor betydelse för spridningen av elektricitetens användning i Hälsingland.
År 1912 övertog Bergvik och Ala AB distributionen av elektrisk kraft till Söderhamn och i mitten av 1910-talet ökades spänningen till 33 kilovolt växelström. Detta sammanhängde med att bolaget 1912 börjat bygga en ny kraftstation i Bergvik som stod klar 1915 och för vilken George Spaak blev chef. Man kom därigenom att producera energi inte enbart för sitt eget behov, utan man skapade även ett omfattande ledningsnät för distribution till andra kunder. Det fanns således i praktiken inte längre några begränsningar för elektricitetsanvändningen i Söderhamn och om kraften från Bergvik och Ala trots allt skulle visa sig otillräcklig var bolagets elnät från 1930 förbundet med övriga kraftbolags nät.
År 1913 uppdrogs åt drätselkammaren i Söderhamn att avsluta köp med AB Skandinaviska Elektricitetsverk (som då övertagit elektricitetsverket), som då innehade koncession på belysningen, om övertagande av dess ledningar och byggnader för kraftöverföring och under följande år beviljades anslag till belysningsverkets utvidgning.
Staden övertog eldistributionen i Söderhamn den 1 maj 1914 av SEV för 73 000 kr.

## Föreståndare
- Per August Johansson
- Per Alexander Holmqvist
- Karl Gustaf Atterling
- Birger Dahlström